# أركوين (تشالدران)
أركوين (بالفارسية: ارکوین) هي قرية تقع في قسم ببه‌جيك (مقاطعة تشالدران) في إيران. يقدر عدد سكانها بـ 139 نسمة بحسب إحصاء 2016.